# Knytlingasagan
Knytlingasagan är en isländsk saga av okänd författare från tiden efter 1200-talets mitt, vilken behandlar Danmarks historia från Harald Gormsson fram till 1187.
För äldre tider bygger Knytlingasagan främst på andra redan kända sagor, men för tiden efter 1000-talets mitt finns flera exempel på att annars okända skaldedikter utnyttjats och delvis återgetts av författaren. Skildringen av Knut den heliges regering är ingående, och man har trott sig bakom den kunna urskilja en särskild "Knutssaga". I skildringen av denne bereds plats för en utförlig teckning av den sentida vikingen och våldsmannen Blod-Egil. Från och med 1130-talet bygger Knytlingasagan på ett historiskt verk, som även utnyttjats av Saxo Grammaticus i Gesta Danorum men som av allt att döma Knytlingasagan återger mer troget än denna.